# Peromyscus dickeyi
Peromyscus dickeyi is een zoogdier uit de familie van de Cricetidae. De wetenschappelijke naam van de soort werd voor het eerst geldig gepubliceerd door Burt in 1932.